# Алфесібея
Алфесібе́я (дав.-гр. ’Αλφεσίβοια) — персонажі давньогрецької міфології:
- Алфесібея — німфа, в яку був закоханий Діоніс, але він ніяк не міг змусити її поступитися його бажанням, поки не перетворився тигра, і в цьому обличчі вона дозволила йому нести її через річку Солакс, яка з цієї обставини отримала назву Тигр. Алефсібея народила від Діоніса сина Меда.
- Алфесібея — дочка Фенікса, мати Адоніса, начебто якого вона народила від власного батька. За іншими версіями, матір'ю Адоніса була Мірра, дочка Кініра, або Смірна, дочка Тіанта.
- Альфесібея — дочка Фегея, яка була однією з дружин Алкмеона. Коли Алкмеон її кинув, вона покінчила життя самогубством. У деяких версіях цього міфу її називають Арсіноєю.
- Альфесібея — дочка Біза, дружина Пелія. Часто її називають також Анаксібією.